# Хилок
Хилок (рус. Хилок) град је у Русији у Забајкалском крају. Према попису становништва из 2010. у граду је живело 11539 становника.

## Становништво
| 1939.  | 1959.  | 1970.  | 1979.  | 1989.  | 2002.  | 2010.  |
| ------ | ------ | ------ | ------ | ------ | ------ | ------ |
| 14.836 | 15.855 | 12.818 | 14.203 | 13.858 | 11.152 | 11.539 |